# Binär pulsar

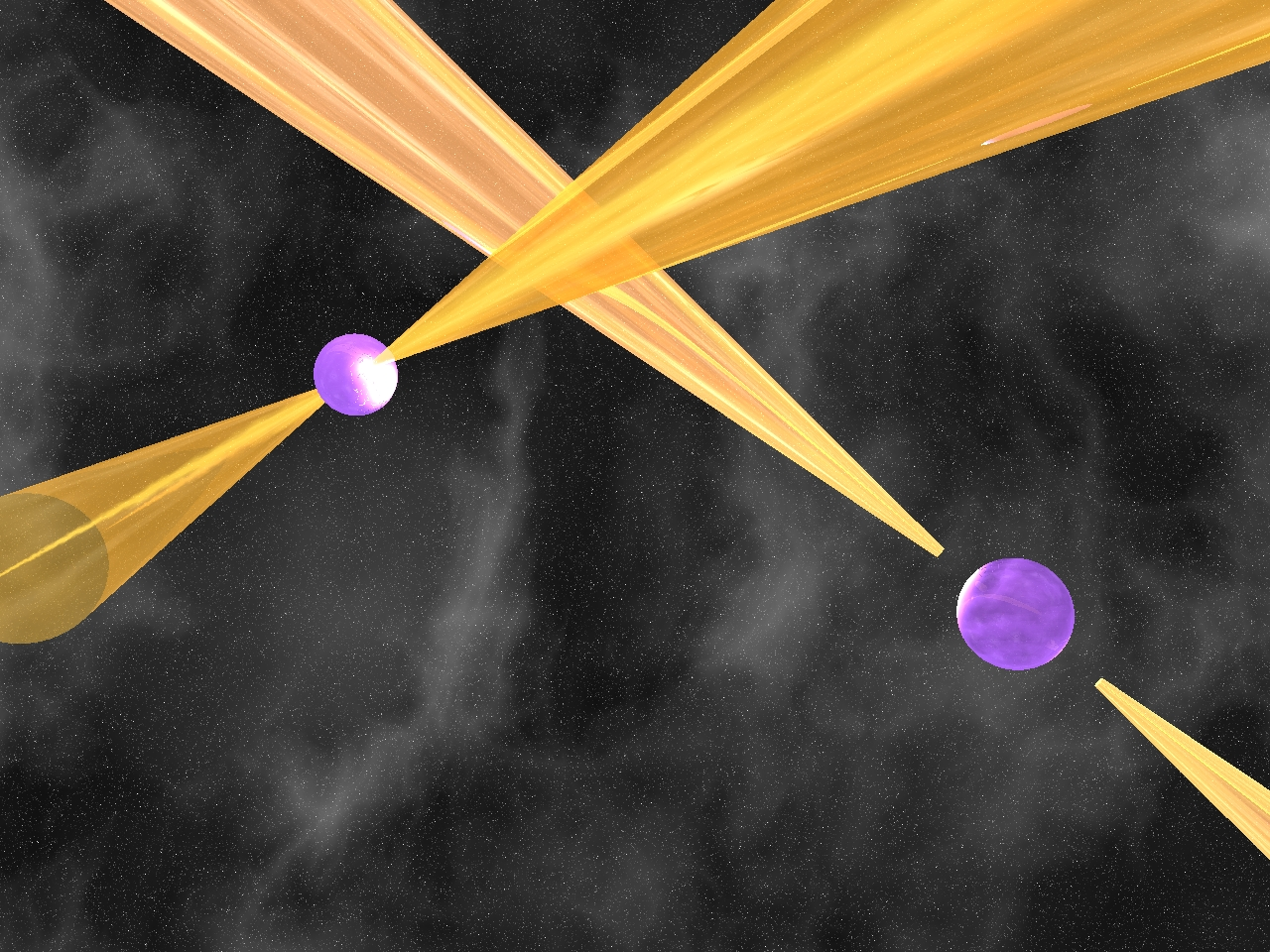
En konstnärs intryck av en binär pulsar.

En binär pulsar är en pulsar med följeslagare, ofta en vit dvärg eller neutronstjärna. (I åtminstone ett fall, dubbelpulsaren PSR J0737-3039, är den åtföljande neutronstjärnan i sig själv en pulsar.) Binära pulsarer är ett av få objekt som tillåter fysiker att testa allmänna relativitetsteorin till följd av de starka gravitationsfälten i deras närhet. Även om den binära följeslagaren till pulsaren vanligtvis är svår eller omöjlig att observera direkt, kan dess närvaro härledas från själva pulsaren genom tiden mellan pulserna, som kan mätas med extraordinär noggrannhet med radioteleskop.

## Historik

PSR B1913+16:s banminskning. Mätpunkterna visar den observerade förändringen i periapsisens epok med datum, medan kurvan visar den teoretiskt förväntade variationen enligt den allmänna relativitetsteorin.

Den binära pulsaren PSR B1913+16 (eller "Hulse-Taylors binära pulsar") upptäcktes första gången 1974 av Joseph Taylor och Russell A. Hulse med Arecibo-observatoriet, för vilket de tilldelades Nobelpriset i fysik 1993. Då Hulse observerade den nyupptäckta pulsaren PSR B1913+16 märkte han att hastigheten med vilken den pulserade varierade regelbundet. Man drog slutsatsen att pulsaren kretsade mycket nära en annan stjärna med hög hastighet och att pulsperioden varierade på grund av dopplereffekten. När pulsaren rörde sig mot jorden, skulle pulserna vara mer frekventa och omvänt, när den rörde sig bort från jorden skulle färre upptäckas under en given tidsperiod. Man kan tänka på pulserna som en klockas tickande, där förändringar i tickandet är tecken på förändringar i pulsarernas hastighet mot och bort från jorden. Genom att observera dessa pulsfluktuationer kunde Hulse och Taylor fastställa att stjärnorna har ungefär lika stora massor, vilket fick dem att tro att det andra objektet också är en neutronstjärna. Pulser från detta system spåras nu till att ligga inom 15 μs. (Obs: Cen X-3 var faktiskt den första "binära pulsaren" som upptäcktes 1971, följt av Hennes X-1 1972)
Studiet av den binära pulsaren PSR B1913+16 ledde också till den första exakta bestämningen av neutronstjärnans massa med hjälp av relativistiska tidseffekter. När de två kropparna är nära varandra är gravitationsfältet starkare, tidens gång saktas ner – och tiden mellan pulserna förlängs. När pulsarklockan sedan rör sig långsammare genom den svagaste delen av fältet återtar den tid. En speciell relativistisk effekt, tidsdilatation, verkar runt omloppsbanan på liknande sätt. Denna relativistiska tidsfördröjning är skillnaden mellan vad man skulle förvänta sig att se om pulsaren rörde sig på ett konstant avstånd och hastighet runt dess följeslagare i en cirkulär bana, och vad som faktiskt observeras.
Innan Advanced LIGO togs i drift 2015, var binära pulsarer de enda verktygen forskare hade för att upptäcka bevis på gravitationsvågor. Einsteins allmänna relativitetsteori förutspår att två neutronstjärnor avger gravitationsvågor när de kretsar kring ett gemensamt masscentrum, vilket skulle föra bort omloppsenergi och få de två stjärnorna att närma sig varandra och förkorta sin omloppsperiod. En 10-parametermodell som innehåller information om pulsartimingen, de kepleriska banorna och tre efter-kepleriska korrigeringar (hastigheten för periastronuppgång, en faktor för gravitationell rödförskjutning och tidsutvidgning och en förändringshastighet för omloppsperioden från gravitationsstrålningsemission) är tillräckligt för att fullständigt modellera den binära pulsartimingen.
Mätningarna som gjordes av omloppssönderfallet av PSR B1913+16-systemet var en nästan perfekt matchning med Einsteins ekvationer. Relativitet förutspår att ett binärt systems omloppsenergi med tiden kommer att omvandlas till gravitationsstrålning. Data som samlats in av Taylor och Joel M. Weisberg och deras kollegor från omloppsperioden för PSR B1913+16 stödde denna relativistiska förutsägelse. De rapporterade 1982 och därefter att det fanns en skillnad i den observerade minsta separationen av de två pulsarerna jämfört med vad som förväntades om banseparationen hade förblivit konstant. Under decenniet efter upptäckten hade systemets omloppsperiod minskat med cirka 76 miljondelar av en sekund per år. Detta betyder att pulsen närmade sig dess maximala separation mer än en sekund tidigare än den skulle ha gjort om banan hade förblivit densamma. Senare observationer fortsätter att visa denna minskning.

## Medelstor binär pulsar
En medelmassig binär pulsar (IMBP) är ett pulsar-vit dvärg med en relativt lång rotationsperiod på 10–200 millisekunder bestående av en vit dvärg med en relativt hög massa på ca {\displaystyle \,\geq 0.4M_{\odot }.} Rotationsperiod, magnetfältstyrka och omloppsexcentricitet för IMBP:er är betydligt större än för lågmassiga binära pulsarer (LMBP). År 2014 fanns det färre än 20 kända IMBP. Exempel på IMBP är PSR J1802-2124 och PSR J2222−0137.
Det binära systemet PSR J2222−0137 har en omloppsperiod på cirka 2,45 dygn och finns på ett avstånd av 267+1.2-0.9 pc (ungefär 870 ljusår), vilket gör det till det näst närmaste kända binära pulsarsystemet (2014) och en av de närmaste pulsarerna och neutronstjärnorna. Den relativt högmassiga pulsaren (1.831 {\displaystyle \pm } 0.010 {\displaystyle M_{\odot }}) har en följeslagare PSR J2222−0137 B med en minimimassa på cirka 1,3 solmassor (1.319 {\displaystyle \pm } 0.004 {\displaystyle M_{\odot }}). Detta innebar att följeslagaren är en massiv vit dvärg (endast cirka 8 procent av vita dvärgar har en massa {\displaystyle \,\geq 0.9M_{\odot }}), vilket skulle göra systemet till en IMBP. Även om initiala mätningar gav en massa på cirka en solmassa för PSR J2222−0137 B, visade senare observationer att det faktiskt är en vit dvärg med hög massa och även en av de svalaste kända vita dvärgarna, med en temperatur lägre än 3 000 K. PSR J2222−0137 B är sannolikt kristalliserad, vilket leder till att denna vita dvärg i jordstorlek beskrivs som en "diamantstjärna", liknande den vita dvärgens följeslagare till PSR J1719-1438, som ligger cirka 4 000 ljusår bort.

## Effekter
Ibland sväller den relativt normala följeslagaren i en binär pulsar upp till den grad att den överför sina yttre skikt på pulsaren. Denna interaktion kan värma gasen som byts ut mellan kropparna och producera röntgenstrålning, som kan se ut att pulsera, i en process som kallas det binära röntgensteget. Flödet av materia från en stjärnkropp till en annan leder ofta till skapandet av en ackretionsskiva kring mottagarstjärnan.
Pulsarer skapar också "vind" av relativistiskt utströmmande partiklar, som i fallet med binära pulsarer kan blåsa bort magnetosfären hos dess följeslagare och ha en dramatisk effekt på pulsemissionen.